# Hipparchia virilis
Hipparchia virilis är en fjärilsart som beskrevs av Hans-Joachim Hannemann 1915. Hipparchia virilis ingår i släktet Hipparchia och familjen praktfjärilar. Inga underarter finns listade i Catalogue of Life.